# John Latham
John Latham (født 27. juni 1740, død 4. februar 1837) var en engelsk læge, ornitolog og forfatter. Latham var læge i Dartford i Kent. Han blev pensionist i 1796 og flyttede til Hampshire. Han er mest kendt for sin indsats som ornitolog.

## Ornitolog
Latham kaldes ofte "Den australske ornitologis fader". Gennem undersøgelser af fugle fra Australien som blev ført til England i slutningen af 1700-tallet, kom han til at beskrive og navngive mange arter fra Australien og New Zealand. Nogle af disse er emu (Dromaius novaehollandiae), hvidtoppet kakadue (Cacatua alba), skadegås (Anseranas semipalmata) og hyacintara (Anodorhynchus hyacinthinus).
A General Synopsis of Birds var Lathams første ornitologiske arbejde og den indeholdt 106 illustrationer af Latham. Bogen beskriver flere nye arter som Latham opdagede på forskellige museer og i samlinger. I dette første værk brugte han ikke Linnés systematiske regler for videnskabelig navngivning. Eftersom han senere forstod at dette ville indebære at han ikke skulle få æren af at først have beskrevet disse arter, så publicerede han 1790 et Index Ornithologicus hvor han specificerede alle sine tidligere beskrevne fugle med et videnskabeligt navn. Men dette skete for sent. Den tyske ornitolog Johann Friedrich Gmelin havde allerede formået at frigive sin egen version af Linnés Systema Naturae. I den gav han videnskabelige navne til alle Lathams arter.

## Samarbejde
Han havde et nært samarbejde med andre videnskabsmænd på denne tid, for eksempel Joseph Banks, Thomas Pennant og Ashton Lever. Han byttede fugle og information med dem angående de sidste ornitologiske opdagelser.
I 1775 blev han indvalgt i The Royal Society, og han var også delagtig i etableringen af selskabet The Linnean Society 1788.

## Eftermæle
Latham beskrev et 150-tal fuglearter, som han dog ikke altid har æren for, eftersom han ikke gav dem deres videnskabelige navne. Nogle af disse er sædgås (Anser fabalis), tredækker (Gallinago media) og splitterne (Sterna sandvicensis), som alle beskrevet i 1878.
Latham har fået æren af at give videnskabelige navne til fem fuglearter, blandt andet topværling (Melophus lathami) som blev beskrevet i 1831 af John Edward Gray.